# Ferrabrás
Ferrabrás, ou Ferrabráz, (em francês Fierabras; em italiano Ferraù), também referido como Ferrabrás de Alexandria, é um personagem de ficção, descrito como um cavaleiro sarraceno — frequentemente com a estatura de um gigante — que enfrenta os paladinos de Carlos Magno antes de converter-se ao Cristianismo. A personagem apareceu inicialmente numa canção de gesta medieval do século XII e subsequentemente em várias outras obras, desde poemas épicos do renascimento até à literatura de cordel e os autos populares.

## Canção de gesta
A personagem aparece pela primeira vez num poema épico do século XII (c. 1170), normalmente referido como Ferrabrás (Fierabras), escrito em francês antigo e composto por 6219 versos alexandrinos em versos assonantes. Atualmente existem quatro manuscritos da versão original desta canção de gesta. No poema Ferrabrás é um gigante, rei de Alexandria e filho de Balão (Balan), emir da Espanha muçulmana. Sua irmã, Floripes, é também uma das personagens mais importantes, assim como o paladino franco Oliveiros.

### Sinopse
A ação de Ferrabrás desenvolve-se três anos antes da fatídica Batalha de Roncesvales e está dividida em duas partes. A primeira, que também existe como texto autônomo, é referida como Destruição de Roma e relata como Balão (Balan), junto a seu filho Ferrabrás, cerca e saqueia Roma, capturando as relíquias da Igreja de São Pedro: a coroa de espinhos de Cristo, os cravos e uma inscrição da Cruz e o óleo usado para untar o corpo do Senhor morto. O rei franco Carlos Magno, com seus paladinos, vem em socorro de Roma, e seguem-se várias batalhas junto às muralhas da cidade entre os dois exércitos. A luta, porém, desfavorece os paladinos francos, que tem de ser resgatados pelas tropas do rei. O emir retorna à Península Ibérica com as relíquias. Carlos Magno burla-se de seus paladinos, magoando-os. Rolando, principal guerreiro e também sobrinho do rei, é o mais ofendido.
A segunda parte — que pode ser considerada o Ferrabrás propriamente dito — começa na Pensínsula Ibérica, onde se encontram os muçulmanos e os guerreiros francos. Ferrabrás, um gigante de 4,50 metros de altura, desafia todos os paladinos de Carlos Magno para uma batalha. Estes recusam-se a lutar, inclusive Rolando, que se sente ainda ofendido pelo tratamento dispensado a ele por seu tio Carlos. Oliveiros, apesar de ferido, é o único que aceita lutar, e termina vencendo o gigante após um longo e sofrido combate. Ferrabrás aceita então converter-se ao cristianismo e vai ao acampamento franco, mas Oliveiros e outros paladinos são capturados pelas tropas inimigas.
Entre os paladinos capturados está Gui de Borgonha, por quem a irmã de Ferrabrás, a bela Floripes, apaixona-se. Por amor, Floripes passa então a ajudar os guerreiros francos, usando sua astúcia para levar-lhes comida e assim permitir que resistam o cativeiro. Carlos Magno consegue liberá-los e Balão é derrotado. O emir recusa-se terminantemente a abraçar o cristianismo e termina sendo executado, enquanto sua filha Floripes é batizada e se casa com Gui de Borgonha. O rei franco divide a Península Ibérica entre Gui e Ferrabrás, e retorna ao reino franco com as relíquias, que são levadas à Basílica de São Dinis, perto de Paris.

## Versões
Fierabras é uma das canções de gesta para a qual mais adaptações para outras línguas foram feitas. No século XIII foi traduzida ao occitano (1218-1230), e adaptações são conhecidas para o holandês médio (séc. XIV), inglês (Sir Firumbras, séc. XIV) e italiano (Cantari de Fierabraccia e Ulivieri, sécs XV e XVI). Outra adaptação inglesa é The Sowdone of Babylone (O Sultão da Babilônia), escrito entre os séculos XIV e XV e baseado no Sir Ferrumbras, com algumas diferenças.
Cerca de 1475 foi publicada em Genebra uma versão em prosa da velha canção de gesta, chamada hoje Histoire de Charlemagne. Esta obra, devida a Jehan Bagnyon, na verdade é uma síntese de várias obras medievais sobre Carlos Magno, incorporando em sua segunda parte a história de Ferrabrás. Esta Histoire foi um grande êxito na Europa, sendo reeditada repetidas vezes em francês e outras línguas até o século XIX. Uma tradução ao inglês, realizada por William Caxton, foi publicada em 1485. Ao castelhano a obra foi traduzida em 1521 por Nicolás de Piemonte sob o título de Hystoria del Emperador Carlo Magno y de los doze pares de Francia, e de la cruda batalla que huvo Oliveros con Fierabras Rey de Alexandria hijo del grande almirante Balan. Esta versão foi traduzida ao português no século XVIII (ver abaixo).

### No renascimento italiano
Ferrabrás também é personagem em obras do renascimento italiano levemente inspiradas nas canções de gesta medievais. No Orlando enamorado (1495), de Matteo Maria Boiardo, Ferrabrás (Ferraù) mata Argalia, o irmão de Angélica. O guerreiro sarraceno também é um personagem importante no Orlando furioso (1516-1532), de Ludovico Ariosto, continuação da obra de Boiardo. Em ambas obras Ferrabrás está apaixonado por Angélica e luta repetidas vezes contra Orlando (Rolando) e Reinaldo de Montalvão (Rinaldo).

## No mundo lusófono

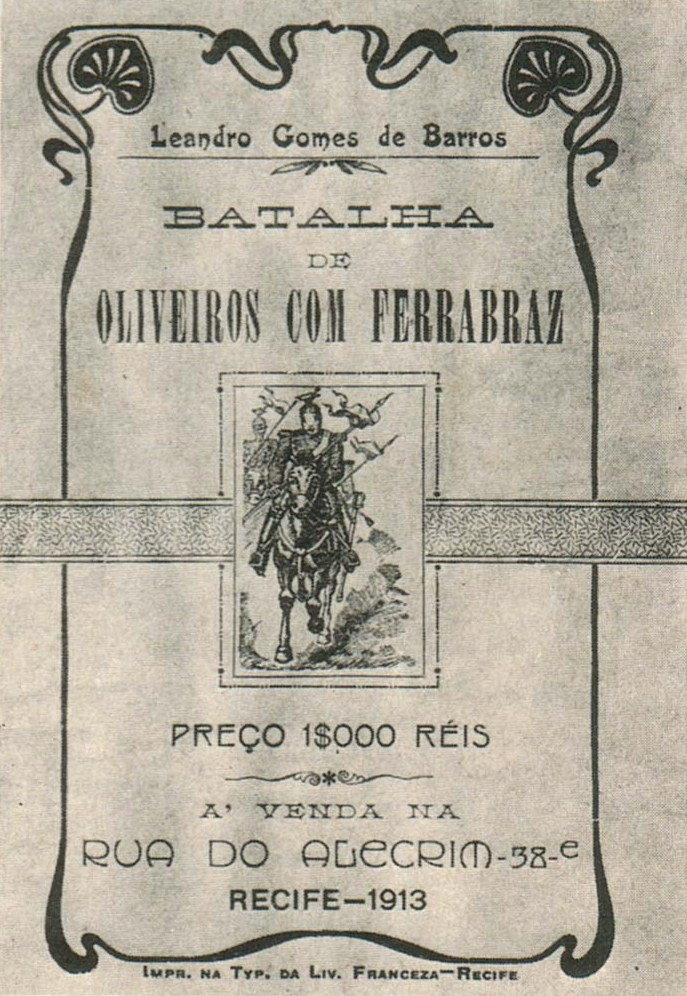
Capa do cordel Batalha de Oliveiros com Ferrabraz, de Leandro Gomes de Barros, edição de 1913.

Em Portugal, desenvolveu-se desde pelo menos o século XV uma tradição de folguedos e autos populares em que são encenadas lutas entre mouros e cristãos. Estas encenações, chamadas Cavalhadas, Cheganças ou simplesmente Mouros e Cristãos, espalharam-se por Portugal e também chegaram às colônias de ultramar. Alguns destes autos populares incorporaram elementos das lendas sobre Ferrabrás e sua irmã Floripes, como o Auto da Floripes, que é festejado no dia 5 de agosto no lugar das Neves, na vila de Punhe, no distrito de Viana do Castelo, incorporado na festa de Nossa Senhora das Neves. Uma festa similar ocorre todos os anos na Ilha do Príncipe, em São Tomé e Príncipe, para onde o auto foi levado em tempos coloniais. No Brasil há folguedos deste tipo documentados desde pelo menos o século XVIII. Nas Cavalhadas de Franca, encenadas pela primeira vez em 1836, Ferrabrás e Floripes são personagens, além dos paladinos de Carlos Magno.
A versão em castelhano da obra de Jehan Bagnyon, publicada inicialmente em 1521, foi traduzida ao português por Jerónimo Moreira de Carvalho e publicada pela primeira vez em 1728 sob o título de História do Imperador Carlos Magno e dos Doze Pares da França, ganhando duas continuações ainda no século XVIII. A obra de Moreira de Carvalho foi muito difundida tanto em Portugal quanto no Brasil, influenciando a cultura popular tanto na forma de folguedos com as Cavalhadas, em que as batalhas entre cristãos e mouros são encenadas, quanto na literatura popular. Um dos autores brasileiros de literatura de cordel mais importantes, Leandro Gomes de Barros (1865-1918), inspirou-se na obra de Moreira de Carvalho para escrever os folhetos Batalha de Oliveiros com Ferrabrás e A Prisão de Oliveiros. Em 2011, foi publicada uma versão em quadrinhos de A batalha de Oliveiros com Ferrabrás com desenhos do quadrinista e cordelista Klévisson Viana com arte-final de Eduardo Azevedo.